# Анна О.
Анна О. е псевдоним на пациентка на Йозеф Бройер, който публикува изследване на нейния случай в книгата си „Изследвания върху хистерията“, написана в сътрудничество със Зигмунд Фройд.
Анна О всъщност се казва Берта Папенхайм (на немски: Bertha Pappenheim) и е австрийска еврейка феминистка и основател на Jüdischer Frauenbund, лекувана от Бройер поради тежка кашлица, парализа в дясната част на тялото, смущения в зрението, слуха и говора, както и халюцинации и загуба на съзнание. Тя е диагностицирана с хистерия. Фройд заключава, че болестта е резултат от мъката от истинската и физическа болест на баща ѝ, която по-късно води до смъртта му..